# Glossiphoniidae
Famille
Les Glossiphoniidae forment une famille de sangsues d'eau douce à proboscis. Elles affectent une forme plate, et leurs ventouses sont peu différenciées. La plupart se nourrissent du sang de vertébrés d'eau douce : amphibiens, crocodiliens et tortues aquatiques, mais d'autres parasitent aussi les invertébrés du genre oligochètes et gastropodes. Quoiqu'il ne soit pas leur hôte fréquent, certaines espèces opportunistes peuvent parasiter l'Homme.
On pense que les bactéries symbiotiques que certains glossiphoniidés abritent dans leurs bactériomes fournissent aux sangsues les nutriments normalement absents de leur régime alimentaire. Les Haementeria ainsi que les Placobdelloides abritent des symbiotes entérobacteriacées , tandis que les Placobdella bénéficient des apports des alphaproteobacteria.

## Systématique
Les relations entre espèces de Glossiphoniidae sont encore mal éclaircies : certains auteurs divisent ce groupe en trois sous-familles, d'autres en genres. La correspondance entre ces deux classifications est la suivante,,,,
- Actinobdella Moore, 1901  (sous-famille des Haementariinae)
- Alboglossiphonia Lukin, 1976  (sous-famille des Haementariinae)
- Desserobdella Barta & Sawyer, 1990  (sous-famille des Glossiphoniinae)
- Gloiobdella Ringuelet, 1978  (sous-famille des Haementariinae)
- Glossiphonia Johnson, 1817  (sous-famille des Glossiphoniinae)
- Haementeria  de Filippi, 1849  (sous-famille des Haementariinae)
- Helobdella Blanchard, 1896  (sous-famille des Haementariinae)
- Marvinmeyeria Soós, 1969  (sous-famille des Haementariinae)
- Oligobdella Moore, 1918  (sous-famille des Haementariinae)
- Placobdella Blanchard, 1893 (sous-famille des Glossiphoniinae)
- Placobdelloides Sawyer, 1986
- Theromyzon  Philippi, 1867 (sous-famille des Theromyzinae)
- Torix Blanchard, 1893

Certaines sources, telles GBIF ou ITIS, proposent une classification légèrement différente.

## Écologie et comportement
Les sangsues Glossiphoniides se distinguent par leur instinct parental, le plus developpé de tous les annélides. Elles secrètent une enveloppe membranaire pour protéger leurs œufs, qu'elles portent sous le ventre. Les juvéniles s'accrochent au ventre de leur parent après l'éclosion et sont ainsi acheminés vers leur premier repas.
Certains Glossiphoniidés parasitent les amphibiens, par exemple la cavité orale du Triton rugueux.

## Intérêt médical
Quoique les glossiphoniidés ne parasitent pas volontiers les humains, elles présentent un intérêt médical. Comme toutes les sangsues, leur salive  contient des enzymes anticoagulants potentiellement utiles pour le traitement des maladies cardiovasculaires. L'Antistasine et les inhibiteurs de thrombokinase a comme le ghilantène, la léfaxine et la thérostatine ont été extraits des sécrétions d’Haementeria et de Theromyzon tessulatum. Ces substances peuvent également inhiber la métastase de certaines tumeurs. On en a également tiré la trigédine, un inhibiteur du facteur de stabilisation de la fibrine, un inhibiteur d’adhésion des plaquettes sanguines (LAPP), ou l'hémentine et l'hémentérine, deux enzymes dissolvant le fibrinogène. La sangsue T. tessulatum secrète aussi de la thérine, de la théromine et de la tessuline, qui inhibent l'activité des protéases. Les Ornatines, antiagrégants antagonistes IIb-IIIa, ont été découverts dans les sécrétions de Placobdella ornata, et d'autres espèces secrètent des hyaluronidases.